# Dimitroff-Preis
Der Dimitroff-Preis (je nach neuer deutscher Schreibweise auch Dimitrow-Preis; bulgarisch: Димитровска награда) wurde am 25. Mai 1949 durch das Präsidium der Großen Nationalversammlung der Volksrepublik Bulgarien gestiftet und nach dem damaligen Staatschef Georgi Dimitroff benannt. Während der Zeit der sozialistischen Volksrepublik war dieser Preis die höchste Auszeichnung für Leistungen in den Gebieten der Wissenschaft, Kultur und Technik, er wurde bis 1990 verliehen.

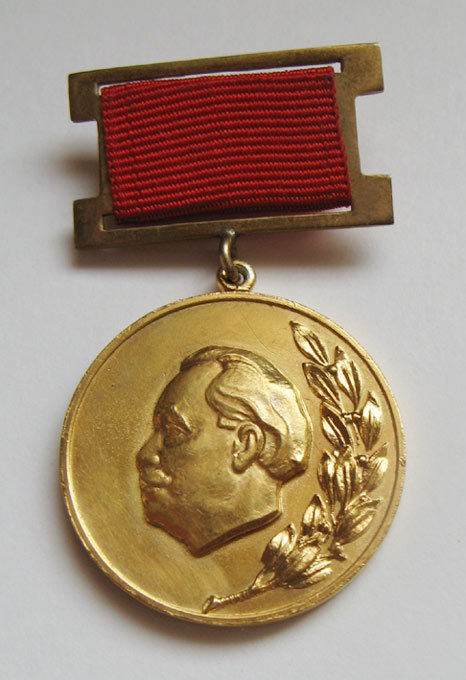
Dimitroff-Preis in Gold (1. Klasse)

## Klassen
Der Preis wurde bis 1960 in drei, danach nur noch in der höchsten Klasse verliehen:
- 1. Klasse in Gold
- 2. Klasse in Silber
- 3. Klasse in Bronze

## Aussehen
Die Medaille hat einen Durchmesser von 26 mm und zeigt ein Seitenrelief Dimitroffs, am rechten Rand liegt ein Ährenzweig am Hinterkopf. Bei der 3. Klasse ist das Kopfrelief silbern abgehoben. Im Revers befindet sich die dreizeilige Inschrift „Лауреат На Димитровска Награда“ („Träger des Dimitroff-Preises“).

## Trageweise
Die Medaille wird an einem dunkelroten Band getragen, das in einem metallenen Rahmen eingespannt ist. Bei der 2. Klasse ist das Band mittelrot mit weißer Perkussion.

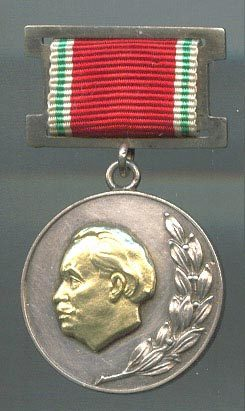
2. Klasse
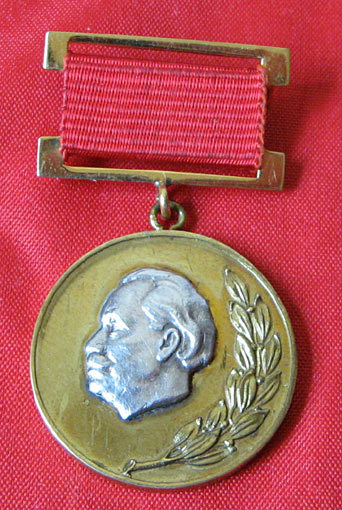
3. Klasse

## Verleihungen
Von der ersten Verleihung 1950 bis zur Abschaffung 1990 wurden 1288 Personen ausgezeichnet.